# Svéd női kézilabda-válogatott
A svéd női kézilabda-válogatott Svédország nemzeti csapata, amelyet a Svéd Kézilabda-szövetség irányít. Eddigi legnagyobb sikerük a Norvégiával közösen rendezett 2010-es Európa-bajnokságon szerzett ezüstérem. A torna során legyőzték, az akkor címvédő Norvégiát 24–19-re, azonban a döntőben kikaptak a társrendezőtől.

## Részvételei

### Nyári olimpiai játékok
- 1976–2004: Nem jutott ki
- 2008: 8. hely
- 2012: 11. hely
- 2016: 7. hely
- 2020: 4. hely
- 2024: 4. hely

### Világbajnokság
- 1957: 8. hely
- 1962–1986: Nem jutott ki
- 1990: 13. hely
- 1993: 6. hely
- 1995: 11. hely
- 1997: Nem jutott ki
- 1999: Nem jutott ki
- 2001: 8. hely
- 2003: Nem jutott ki
- 2005: Nem jutott ki
- 2007: Nem jutott ki
- 2009: 13. hely
- 2011: 9. hely
- 2013: Nem jutott ki
- 2015: 9. hely
- 2017: 4. hely
- 2019: 7. hely
- 2021: 5. hely
- 2023: 4. hely

### Európa-bajnokság
- 1994: 7. hely
- 1996: 8. hely
- 1998: Nem jutott ki
- 2000: Nem jutott ki
- 2002: 15. hely
- 2004: 14. hely
- 2006: 6. hely
- 2008: 9. hely
- 2010:  Ezüst
- 2012: 8. hely
- 2014:  Bronz
- 2016: 8. hely
- 2018: 6. hely
- 2020: 11. hely
- 2022: 5. hely
- 2024: 5. hely

## A2024-es Európa-bajnokságranevezett keret
| #  | név                      | poszt         | születési hely | jelenlegi klubja    |
| -- | ------------------------ | ------------- | -------------- | ------------------- |
| 1  | Johanna Bundsen          | kapus         | Uddevalla      | HB Ludwigsburg      |
| 2  | Clara Lerby              | balszélső     | Trelleborg     | EH Aalborg          |
| 6  | Carin Strömberg          | irányító      | Nacka          | Vipers Kristiansand |
| 7  | Linn Blohm               | beálló        | Stockholm      | Győri Audi ETO      |
| 8  | Jamina Roberts           | balátlövő (c) | Göteborg       | Vipers Kristiansand |
| 11 | Tyra Axnér               | balátlövő     | Minden         | Metz Handball       |
| 16 | Jessica Ryde             | kapus         | Lund           | Debreceni VSC       |
| 17 | Nina Dano                | jobbátlövő    | Gothenburg     | IK Sävehof          |
| 21 | Evelina Eriksson         | kapus         | Österhaninge   | CSM București       |
| 22 | Clara Petersson Bergsten | jobbszélső    | Sollentuna     | Skuru IK            |
| 23 | Emma Lindqvist           | irányító      | Helsingborg    | Ikast Håndbold      |
| 24 | Nathalie Hagman          | jobbszélső    | Farsta         | SCM Râmnicu Vâlcea  |
| 29 | Kristin Thorleifsdóttir  | balátlövő     | Stockholm      | Debreceni VSC       |
| 35 | Sofia Hvenfelt           | beálló        | Göteborg       | HB Ludwigsburg      |
| 38 | Elin Hansson             | balszélső     | Nacka          | Team Esbjerg        |
| 42 | Jenny Carlson            | irányító      | Göteborg       | HB Ludwigsburg      |
| 44 | Daniela de Jong          | irányító      | Stockholm      | SCM Râmnicu Vâlcea  |
| 49 | Olivia Löfqvist          | beálló        | Hörby          | Storhamar HE        |

## Szövetségi kapitányok
- Tomas Ryde  (1991–1994, 1999–2003)
- Per-Olof Jonsson  (2003–2005)
- Ulf Schefvert  (2005–2008)
- Per Johansson  (2008–2012)
- Torbjörn Klingvall  (2012–2013)
- Helle Thomsen  (2014–2015, 2016)
- Thomas Sivertsson  (2015–2016)
- Henrik Signell  (2016–2020)
- Tomas Axnér  (2020–)